# Hashim Ali
Hashim Ali Abdullatif (tiếng Ả Rập: هاشم علي عبد اللطيف; sinh ngày 17 tháng 8 năm 2000) là một cầu thủ bóng đá chuyên nghiệp người Qatar hiện tại đang thi đấu ở vị trí tiền vệ cho câu lạc bộ Al Sadd tại Giải bóng đá vô địch quốc gia Qatar.

## Sự nghiệp thi đấu

### Al Sadd SC
Ali bắt đầu sự nghiệp thi đấu tại câu lạc bộ Al Sadd SC vào năm 2019. 

### Cho mượn tại Al-Arabi và Al-Rayyan
Tháng 1 năm 2019, anh được đem cho mượn tại Al-Arabi SC và tháng 9 năm 2021, anh tiếp tục được đem cho mượn tại Al-Rayyan SC.

### Quay trở lại Al Sadd
Tháng 6 năm 2022, anh quay trở lại đội bóng cũ Al Sadd SC.

## Danh hiệu

### Câu lạc bộ
Al Sadd SC
- Giải bóng đá vô địch quốc gia Qatar: 2020-21
- Cúp bóng đá Qatar: 2020, 2021
- Cúp Qatar Emir: 2020
- Cúp Sheikh Jassim: 2019
- Cúp Ngôi sao Qatar: 2019-20